# هیستوسیتوز چندکانونی مزمن سلول‌های لانگرهانس
هیستوسیتوز چندکانونی مزمن سلول‌های لانگرهانس (انگلیسی: Chronic multifocal Langerhans cell histiocytosis) که پیش‌تر تحتِ عنوانِ بیماری هند–شولر–کریستیان (انگلیسی: Hand–Schüller–Christian disease) شناخته می‌شد، نوعی هیستیوسیتوز سلول لانگرهانس (LCH) است که چندین عضو بدن را تحت تأثیر قرار دهد. این بیماری به‌طور سنتی با ترکیبی از سه ویژگی همراه است: چشم‌های برآمده، تخریب استخوانی (ضایعات استخوان لیتیک اغلب در جمجمه)، و دیابت بی‌مزه (تشنگی بیش از حد و دفع فراوان ادرار)؛ اگرچه حدود ۷۵٪ موارد هر سه ویژگی را به‌طور همزمان ندارند. علائم دیگر ممکن است شامل تب و کاهش وزن باشد و همچنین بسته به اندام‌های درگیر ممکن است بثورات، عدم تقارن چهره، عفونت گوش میانی، علائم دهانی و نشانه‌های شبیه به پیوره و آسیب لثه، از دست رفتن دندان‌ها و احساس مزۀ بد در دهان وجود داشته باشد. درگیری‌های مربوط به بیماری ریه و کبد ممکن است رخ دهد. تنها قلب و کلیه در این بیماری درگیر نمی‌شوند. سطح کلسترول خون هم معمولا طبیعی است.
این به دلیل یک جهش ژنتیکی در مسیر پیام‌رسانی سلولی «مپ‌کیناز» (MAPKinase) است که در مراحل اولیه رشد رخ می‌دهد. تشخیص ممکن است بر اساس علائم و ام‌آرآی مشکوک باشد و با بیوپسی بافتی تأیید شود. آزمایش خون ممکن است کم‌خونی را نشان دهد، و به ندرت لکوپنی و ترومبوسیتوپنی هم دیده می‌شود. انجام  پِت اسکن هم برای تشخیص مفید و کمک‌کننده است.
درمان ممکن است شامل جراحی، شیمی‌درمانی، پرتودرمانی و داروهای خاص باشد.
بیماری هند–شولر–کریستیان به نام «آلفرد هَند جونیور» متخصص اطفال آمریکایی، آرتور شولر، نورو-رادیولوژیست اتریشی و هنری اَسبری کریستیان متخصص داخلی آمریکایی نامگذاری شد که به ترتیب در سال‌های ۱۸۹۳، ۱۹۱۵ و ۱۹۱۹ میلادی آن را توصیف کردند. پیش از اینکه انجمن هیستوسیت انواع بیماری هیستوسیتوز را در دهه ۱۹۸۰ طبقه‌بندی کند، این وضعیت به عنوان «هیستیوسیتوز ایکس» نیز شناخته می‌شد، که منظور از «ایکس» علت ناشناخته بیماری در آن زمان بود. بیماری هند–شولر–کریستیان در حال حاضر به عنوان هیستوسیتوز چندکانونی مزمن سلول‌های لانگرهانس، یک زیرگروه از هیستیوسیتوز سلول لانگرهانس شناخته می‌شود. یافته‌های ام‌آرآی و سی‌تی اسکن در مومیایی‌ها شواهدی از این بیماری را نشان داده است که قدمت آن به ۹۰۰–۷۹۰ قبل از میلاد مسیح بازمی‌گردد.
این بیماری نادر است و بیشتر در سنین دو تا شش سالگی خود را نشان می‌دهد. (۷۰ درصد موارد تا سن ۱۵ سالگی تشخیص داده شده‌اند). پیش‌آگهی بستگی به تعداد و شدت درگیری اعضای بدن دارد. در برخی افراد این بیماری ممکن است مرگبار باشد. برخی منابع پزشکی همچون مؤسسه ملی سرطان این بیماری را نوعی سرطان می دانند در حالی که برخی دیگر از صاحب‌نظران تاکید می کنند که این بیماری، سرطان نیست.